# قطعنامه ۹۶۰ شورای امنیت
قطعنامه ۹۶۰ شورای امنیت سازمان ملل متحد که در تاریخ ۲۱ نوامبر ۱۹۹۴ تصویب شد، سندی بین‌المللی دربارهٔ موزامبیک است. این قطعنامه طی نشست ۳۴۶۴ام با ۱۵ رای موافق، ۰ مخالف و ۰ ممتنع تصویب شد.